# Ломакович Афанасій Миколайович
Афанасій Миколайович Ломакович (нар. 2 липня 1941, м. Кременець) — український учений-математик. Кандидат фізико-математичних наук (1971), професор (1990). Почесний Академік АН ВШ України (2008). Відмінник народної освіти (1983), Заслужений працівник народної освіти України (1998). Ректор Кременецького обласного гуманітарно-педагогічного інституту iм. Т. Шевченка (від 2002).

## Життєпис
Народився у м. Кременець Тернопільської області у селянській сім'ї. У 1948—1958 рр. навчався у місцевій середній школі № 3. У 1963 р. закінчив Кременецький державний педагогічний інститут (нині ТНПУ) за спеціальністю «вчитель математики середньої школи». У цьому ж році вступив до аспірантури при кафедрі математики Київського державного педагогічного інституту ім. М. Горького, яку закінчив у 1967 р.
У 1967—1969— викладач кафедри математики Рівненського державного педагогічного інституту ім. Д. З. Мануїльського. У 1969—1970 — старший викладач. У 1970—1972 — виконувач обов'язків доцента.
Від 1972 — старший викладач кафедри математики Тернопільського державного педагогічного інституту. У 1973—1975 — завідувач цієї ж кафедри. У 1975—1977 — декан фізико-математичного факультету. У 1977—1993 — проректор з наукової роботи. У 1989—1994 — професор кафедри математики та методики її викладання.
Від 1994 р. — директор Кременецького обласного комунального педагогічного коледжу ім. Т. Г. Шевченка. Від 2002 р. — ректор цього навчального закладу.
Голова районної організації Конгресу української інтелігенції (від 1998), голова районного осередку Партії зелених (від 2000).
Одружений, має сина - Віталій Ломакович, економіст, банкір, засновник та голова Правління GROWFORD INSTITUTE.

## Досягнення на посаді
За роки на посаді Афанасій Ломакович виконав завдання щодо підготовки студентів педагогічного закладу для системи національної освіти. Студенти здобувають фах у сферах науково-дослідної і навчально-освітньої діяльності.
Навчальний заклад на початку ректорату Ломаковича називався педагогічним коледжом, далі гуманітарно-педагогічним інститутом. Нині ж це гуманітарно-педагогічна академія ім. Тараса Шевченка. За період роботи Афанасія Миколайовича удосконалили систему кадрового потенціалу. Колеги по роботі говорять, що почали застосовувати різні інновації. Ще відкрили нові спеціальності для усіх, хто хоче здобути ступінь магістра й аспіранта. Наприклад, «Філологія (англійська)», «Фізичне виховання», «Образотворче мистецтво», «Біологія», «Соціальна педагогіка», «Музичне мистецтво». Увагу звернули і на академічні контакти із закордонними інституціями. Все заради спільних наукових форумів, підписання нових угод. Нараховують сотні публікацій у наукових виданнях . Вони стосуються проблем в освітньому процесі: теоретичних і практичних.
Академію включили до Рейтингу флагманів освіти і науки України. Це стало визнанням успіхів навчального закладу.
Розповідає, що його навчальний заклад має особливий «почерк» підготовки фахівців. У програмі для студентів поєднують минуле і теперішнє, є ознаки освіти української та європейської. Він вважає, що відновив історичну справедливість. Саме це і є для Афанасія Ломаковича найголовнішим досягненням.

## Доробок
Автор понад 60 наукових праць, у тому числі 6 навчально-методичних посібників, зокрема
- «Алгоритми і програми на Бейсіку» (1988, співавтор),
- «Програмування мовою Бейсік» (1988, співавтор),
- «Вчіться спілкуватись з персональним комп'ютером» (1990).

## Нагороди
- медаль А. С. Макаренка (1980),
- орден «Знак Пошани» (1981),
- диплом та ІІІ премія МВССО УРСР за досягнення в навчально-виховній і науково-методичній роботі (1989),
- грамота ВР України.

## Скандали
Під час перебування на посаді ректора А. Ломакович неодноразово фігурував у корупційних скандалах. Так, 2015 року йшлося про фінансові зловживання, пов’язані із оформленням на роботу осіб, що  практично не проводили занять у виші, у 2018 р. - про завищені ціни при закупівлі природного газу для потреб вишу. Влітку 2018 р. обурення громадськості викликала спроба А.Ломаковича через суд виселити із гуртожитку сім’ю учасника АТО, призначивши відповідачами, зокрема, двох неповнолітніх дітей.